# Mangaldoi
Mangaldoi – miasto w Indiach, w stanie Asam. W 2011 roku liczyło 25 989 mieszkańców.